# Elizabeth Philpot
Elizabeth Philpot (Londres 1780 – Lyme Regis 1857) fue una coleccionista de fósiles inglesa de principios del siglo XIX. Paleontóloga amateur y artista, coleccionaba fósiles en los acantilados de Lyme Regis en Dorset, en las costas del sur de Inglaterra. Actualmente es conocida por su colaboración y amistad con la paleontóloga, coleccionista y comerciante de fósiles inglesa Mary Anning. Muy conocida en los círculos de geología por su conocimiento sobre fósiles de peces, así como por su extensa colección de especímenes, Elizabeth era buscada por los paleontólogos y geólogos más prominentes de su tiempo tales como William Buckland y Louis Agassiz. Cuando Mary Anning descubrió que los fósiles de belemnites contenían sacos de tinta fosilizada, fue Philpot quien descubrió que la tinta fosilizada podía ser regenerada con agua para su uso en ilustraciones, lo que se convirtió en una práctica común entre los artistas locales.

## Vida y amistad con Anning
Nacida en 1780, Elizabeth Philpot y sus hermanas Mary y Margaret se mudaron a Lyme desde Londres en 1805. Compartían una casa comprada para ellas por su hermano, abogado londinense. Vivieron solteras en Lyme por el resto de sus vidas. Las hermanas Philpot se volvieron muy conocidas por su trabajo con fósiles, así como por un medicamento casero, un bálsamo relajante, elaborado y distribuido por ellas. Elizabeth Philpot conoció a Mary Anning cuando esta era aún una niña; a pesar de los casi 20 años de diferencia en edad y el hecho de que la clase trabajadora de Anning era de un extracto mucho más humilde, las dos se volvieron cercanas y eran frecuentemente vistas juntas buscando fósiles. Philpot animó a la joven Anning a leer acerca de geología y entender la ciencia detrás de los fósiles que ella coleccionaba y vendía.

## Fósiles
La colección de fósiles, meticulosa y ampliamente etiquetada, de las hermanas Philpot, era utilizada para investigación por muchos geólogos. Todas las hermanas contribuyeron a la colección, pero era Elizabeth Philpot con quien se comunicaban los geólogos líderes como William Buckland, William Conybeare y Henry De la Beche acerca de la colección. (1) La colección era muy conocida por sus fósiles de peces. También contenía los dientes fosilizados que William Buckland utilizó junto con el famoso esqueleto parcial descubierto por Mary Anning cuando el describió al pterosaurio Pterodactykus macronyx (después renombrado por Richard Owen como Dimorphodon macronix), en 1829. En su famoso trabajo de 1824 que describe el esqueleto casi completo que Mary Anning descubrió en 1823, Conybeare menciona haber examinado un cráneo de plesiosauro perteneciente a "la Señorita Philpot”.
En 1834 Buckland arregló que el paleontólogo suizo Louis Agassiz visitara Lyme para trabajar con Elizabeth Philpot y Anning buscando obtener y estudiar fósiles de peces encontrados en la región. Juntas lograron mostrar a Agassiz fósiles de 34 especies diferentes y él quedó tan sorprendido por el conocimiento de Philpot y Anning que escribió en su diario: “La Señorita Philpot y Mary Anning han sido capaces de mostrarme con certeza absoluta las aletas dorsales que corresponden a diferentes tipos de tiburones ictiodorulites ”. Agradeció a ambas por su ayuda en su monumental libro, “Estudios sobre peces fósiles”, y nombró una especie de pez fósil, Eugnathus philpotae, en honor de Philpot y dos especies más en honor de Anning.

## Tinta fósil
En 1826 Mary Anning descubrió lo que parecía ser una cámara con tinta seca dentro de un fósil belemnítico. Anning se lo mostró a su amiga  y Philpot logró regenerar la tinta mezclándola con agua y la utilizó para ilustrar algunos de sus fósiles de ictiosauros; otros artistas locales pronto la imitaron y muchas cámaras de tinta fosilizada fueron descubiertas.

## Legado
La colección de fósiles de las hermanas Philpot se legó al Museo de la Universidad de Oxford. El Museo Philpot (conocido actualmente como el Museo Lyme Regis) fue construido en honor de las hermanas por su sobrino Thomas Philpot. (1) En 2009 Tracy Chevalier escribió una novela histórica titulada Las huellas de la vida acerca de Elizabeth Philpot y Mary Anning y en marzo de 2010 una compañía productora Australiana adquirió los derechos para producir una película a partir del libro.